# 卡萨诺-德莱穆尔杰
卡萨诺-德莱穆尔杰（義大利語：Cassano delle Murge），是意大利普利亚大区巴里廣域市的一个市镇。总面积89平方公里，人口13538人，人口密度152.1人/平方公里（2009年）。ISTAT代码为072016。